# Fartoft
Fartoft (dansk), Foretoft (ældre dansk), Fahretoft (tysk) eller Foortuft (nordfrisisk) er en landsby beliggende ved den nordfrisiske kyst syd for den dansk-tyske grænse i Sydslesvig. I administrativ henseende hører landsbyen under Dagebøl kommune i Kreis Nordfriesland i den nordtyske delstat Slesvig-Holsten. Landsbyen er sogneby i Fartoft Sogn. Sognet lå i Bøking Herred (Tønder Amt, Slesvig), da området tilhørte Danmark. 
Stednavnet er første gang dokumenteret 1429, byen er dog ældre. Med den Store Manddrukning 1362 blev Fartoft en hallig. Op til i dag samles en del af bebyggelsen på ophøjede varfter (f. eks. Brodersvarft, Lillejensvarft, Jakobsvarft, Richardsvarft, Tydensvarft og Bonsvarft). Med store inddigningsprojekter i 1600- og 1700-tallet blev Fartoft gjort landfast igen. Fartoft fik 1634 et sommerdige og 1688 et stærkere havdige, efter at Herrekogen blev indigget 1640. Kommunens areal består tilsvarende af flere koge såsom Fartorp Nørrekog, Sønderkog, Blomkog og Botslot Kog. Inddigningen af Botslotkog 1634 foretoges af nederlænderne. Fartoft var en selvstændig kommune, inden byen blev indlemmet i Dagebøl i 1978.
Fartoft Kirke er bygget i mursten i 1703, beliggende på kirkevarftet overfor Richardsvarft. 

## Kendte
- Hans Momsen (1735-1811), dansk matematiker og astronom